# Associazione Calcio Ospitaletto
La Associazione Calcio Ospitaletto es un club de fútbol de Italia, con sede en Ospitaletto, en la región de Lombardía. Fue fundado en 1923 y refundado en 2000. Compite en la Serie C, tercera categoría del fútbol italiano.

## Historia
Fue fundado en el año 1923 en la ciudad de Brescia en la región de Lombardía con el nombre FC Ospitaletto. En los años 1980 juega por primera vez en la desaparecida Serie C2 luego de ganar el grupo C de la Promozione y en la temporada de 1986/87 logra el ascenso a la Serie C1, aunque solo estuvo en la liga una temporada.
En la temporada de 1993/94 regresa a la Serie C1 para volver a descender tras una temporada, donde luego de salvar la categoría vía playoff en dos ocasiones desciende a las ligas regionales y en la temporada de 1998/99 desciende a la Eccelenza y a la Promozione al año siguiente para luego desafiliarse.
En el año 2000 el equipo es refundado con el nombre FC Ospitaletto 2000 y al año siguiente logra el ascenso a la Seconda Categoria. En 2018 cambia su nombre por el de Associazione Calcio Ospitaletto, temporada en la que asciende a la Prima Categoria, pero pasa a jugar a la Promozione luego de adquirir la plaza del Orsa Iseo.
En la temporada 2021/22 asciende a la Eccelenza, para dos años después ascender a la Serie D, donde gana el grupo B y asciende a la Serie C para la temporada 2025/26, regresando a la tercera categoría tras 27 años de ausencia.

## Palmarés

### Torneos interregionales
- Serie C2 (1): 1986-87 (Grupo B)
- Campionato Interregionale (1): 1981-82 (Grupo B)
- Serie D (1): 2024-25 (Grupo B)

### Torneos regionales
- Eccellenza Lombardia (1): 2023-24 (Grupo C)
- Promozione Lombardia (2): 1980-81 (Grupo C), 2021-22 (Grupo D)
- Prima Categoria Lombardia (1): 1975-76
- Seconda Categoria Lombardia (1): 2018-19 (Grupo D)

### Torneos provinciales
- Terza Categoria (1): 2000-01 (Grupo B)